# Physocalyx major
Physocalyx major är en snyltrotsväxtart som beskrevs av Carl Friedrich Philipp von Martius. Physocalyx major ingår i släktet Physocalyx och familjen snyltrotsväxter. Inga underarter finns listade i Catalogue of Life.

## Bildgalleri

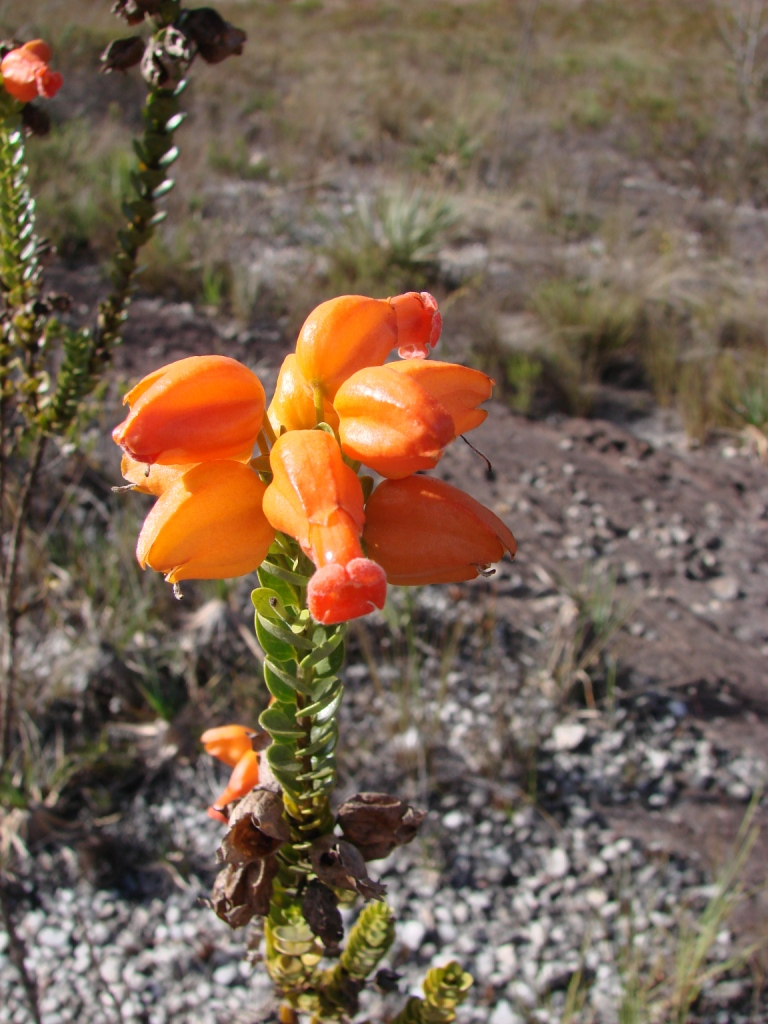
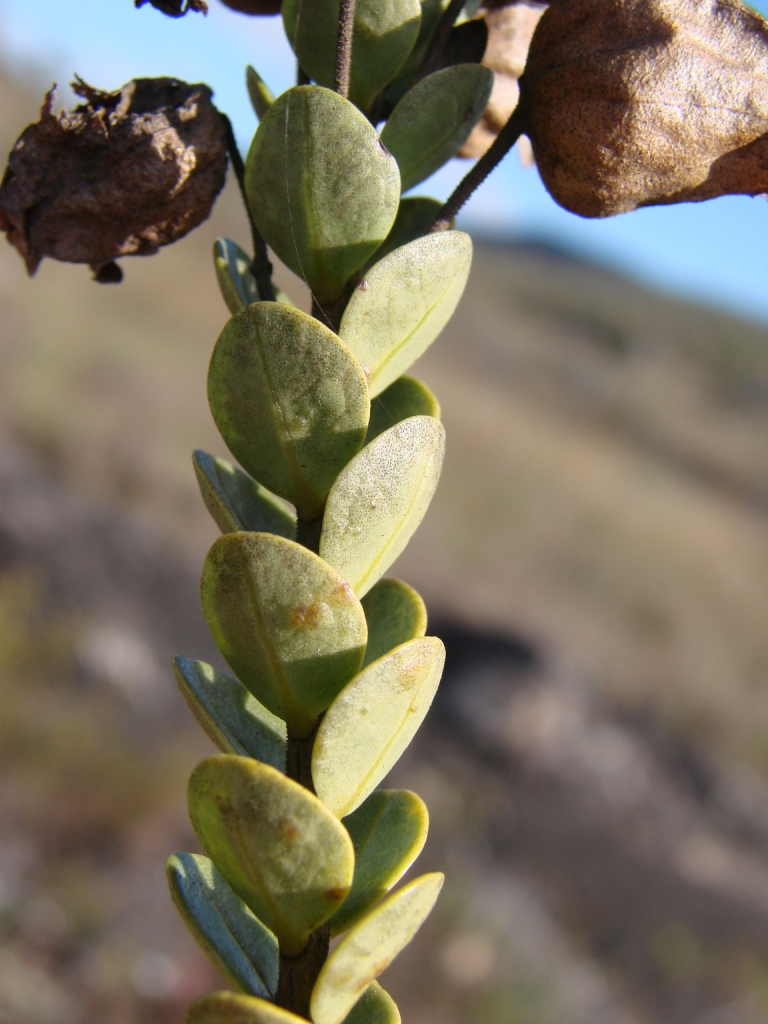
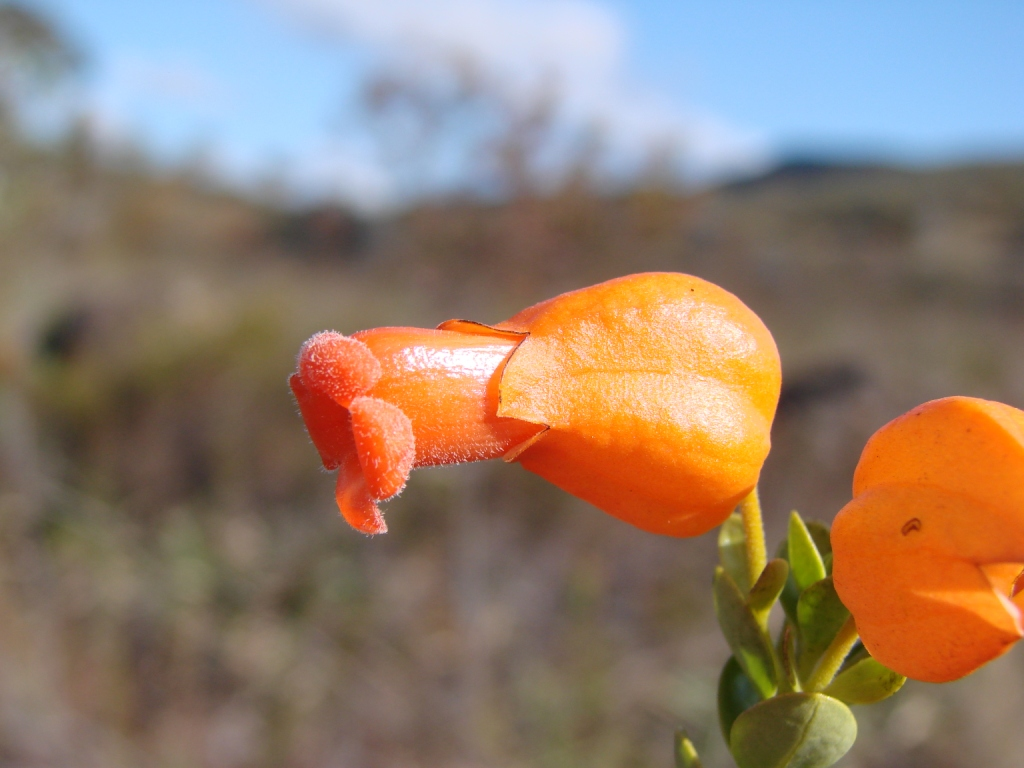